# Cas9

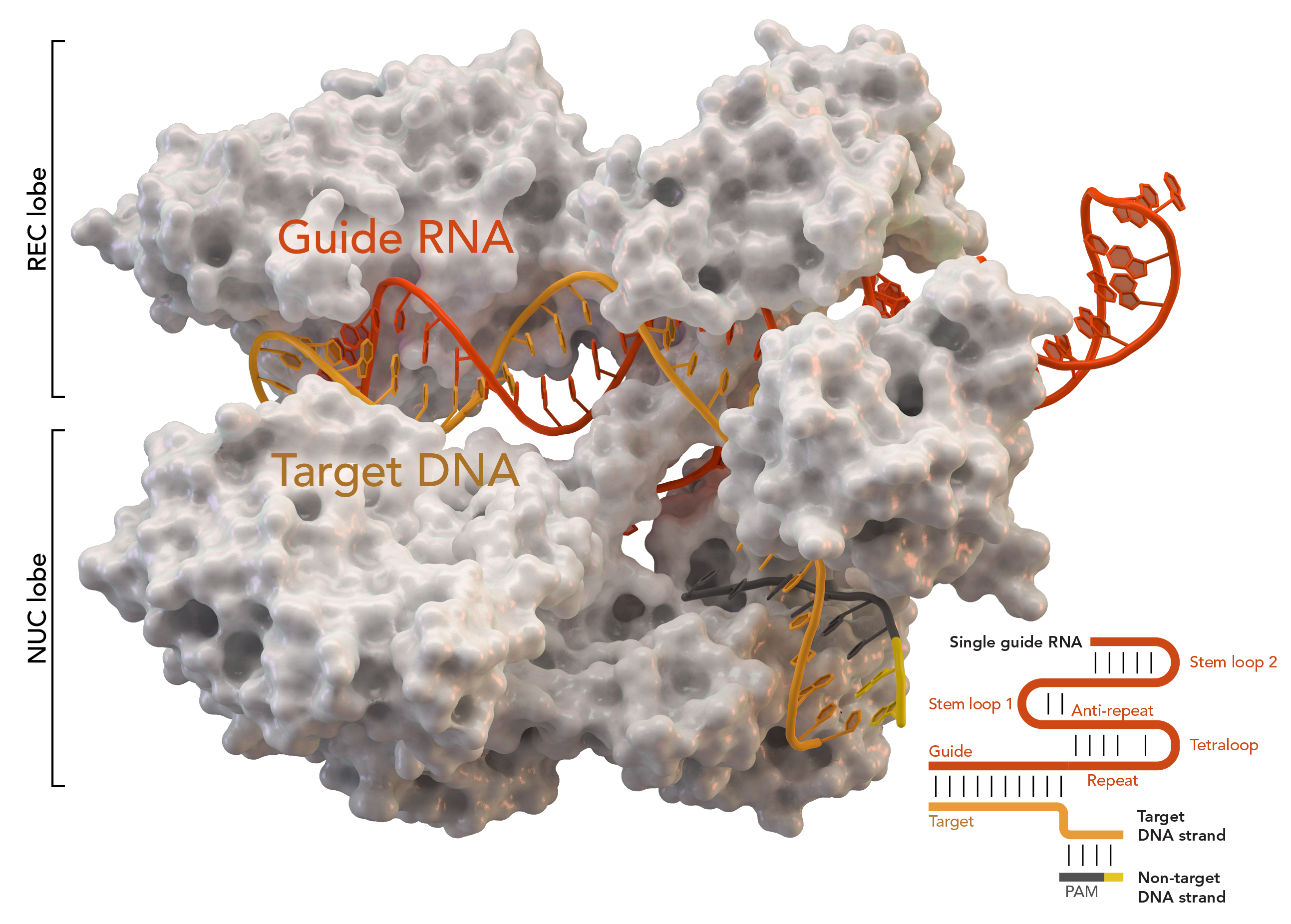
Une structure du Cas9 de S. aureus dans un complexe avec un ARN guide (haut) et son ADN cible (bas).

Cas9 (CRISPR associated protein 9) est une protéine d'origine bactérienne aux propriétés anti-virales. Sa capacité à couper l'ADN au niveau de séquences spécifiques en a fait un outil de biologie moléculaire aux vastes perspectives d'utilisation. 
C'est une endonucléase d'ADN guidée par ARN, c'est-à-dire une enzyme spécialisée pour couper l'ADN avec deux zones de coupe actives, une pour chaque brin de la double hélice.
La protéine Cas9 est associée au système immunitaire adaptatif type II de CRISPR (Clustered Regularly Interspaced Short Palindromic Repeats). Cette enzyme peut être utilisée en génie génétique pour modifier facilement et rapidement le génome des cellules animales et végétales. Des outils permettant d'éditer le génome existaient depuis les années 1970 mais étaient bien moins efficaces, plus complexes et bien plus coûteux que Cas9. Cette technique Crispr-Cas9, dite des « ciseaux moléculaires », fait beaucoup parler d'elle, entre espoirs de guérir des maladies génétiques et risques de dérives éthiques. Ces questions liées à la modification génétique renvoient directement à la Convention sur les droits de l'homme et la biomédecine de 1997, dont l'article 13 est consacré aux interventions sur le génome humain. Il est écrit qu'« une intervention ayant pour objet de modifier le génome humain ne peut être entreprise que pour des raisons préventives, diagnostiques ou thérapeutiques et seulement si elle n'a pas pour but d'introduire une modification dans le génome de la descendance. »
Depuis sa découverte, la protéine Cas9 a été largement utilisée comme outil d'ingénierie du génome pour produire des ruptures du double brin d’ADN ciblé. Ces cassures peuvent conduire à l’inactivation de gènes ou à l'introduction de gènes hétérologues par jonction d'extrémités non homologues ou par recombinaison homologue chez de nombreux organismes. Parallèlement aux nucléases à doigt de zinc et aux protéines TALEN, Cas9 est devenu un outil de premier plan dans le domaine de la génomique. Cas9 a gagné en popularité de par sa capacité à couper l’ADN précisément à n’importe quel emplacement complémentaire de son ARN guide. Contrairement aux méthodes TALEN et à doigts de zinc, le ciblage de l'ADN par Cas9 est direct et ne requiert pas de modification de la protéine mais seulement de l'ARN guide,. Des versions modifiées de la protéine Cas9 qui se lient mais ne coupent pas l'ADN (dCas9) peuvent être de plus utilisées pour localiser des activateurs ou des suppresseurs de transcription de séquences d'ADN spécifiques afin de contrôler l'activation et l’inactivation de la transcription de certains gènes,. Le ciblage Cas9 a été notamment simplifié grâce à la création d’ARN chimérique unique. Des scientifiques ont suggéré que la technologie Cas9 avait le potentiel pour modifier les génomes de populations entières d'organismes. En 2015, des scientifiques en Chine ont utilisé Cas9 pour modifier le génome d'embryons humains pour la première fois. Depuis 2015 et toujours en Chine, des patients atteints notamment de cancers, sont traités à l'aide de CRISPR-Cas9.
En octobre 2020, le prix Nobel de chimie a été attribué à Emmanuelle Charpentier et Jennifer Doudna pour le développement d'une méthode d'édition du génome : le système d'édition CRISPR-Cas9.

## Fonctionnement
Cas9 est associée aux séquences CRISPR (Clustered Regularly Interspaced Short Palindromic Repeats ou « courtes répétitions palindromiques regroupées et régulièrement espacées ») dans l'immunité adaptative de Streptococcus pyogenes, parmi d'autres bactéries.
Streptococcus pyogenes utilise l'outil Cas9 pour détecter et défaire l'ADN étranger, tels que l'invasion de l'ADN de bactériophages ou d'un ADN plasmidique. Cas9 effectue cette détection par déroulement de l'ADN étranger et la vérification de complémentarité avec la région longue d'espacement d'une vingtaine de paires de base de l'ARN guide. Si une séquence d'ADN est apparentée à l'ARN guide, Cas9 découpe l'ADN invasif. En ce sens, l'outil CRISPR/Cas9 a un certain nombre de ressemblances avec le mécanisme de l'interférence par ARN chez les eucaryotes.

## Invention et brevetage
La technique d'édition de génome CRISPR-Cas9 a été découverte par l'équipe de la chercheuse française Emmanuelle Charpentier avec l'aide de l'Américaine Jennifer Doudna à l'université de Californie à Berkeley. Elle a été par la suite développée à partir de 2012 par plusieurs chercheurs, dont notamment le biologiste moléculaire Feng Zhang, du Broad Institute (associé à Harvard et au MIT). Berkeley conteste devant une commission d'appel de l'United States Patent and Trademark Office le brevet accordé au Broad Institute pour cette découverte. Le 15 février 2017, l'United States Patent and Trademark Office a considéré que les brevets déposés par le Broad Institute sur l'usage de CRISPR/Cas9 dans le cas de cellules eucaryotes étaient valides. Pour autant, les revendications de l'université de Berkeley (à l'origine des dépôts de brevets de Jennifer Doudna et d'Emmanuelle Charpentier) quant à l'emploi de CRISPR/Cas9 sur tous types de matériel génétique (y compris les cellules eucaryotes) n'ont pas été rejetées,.

## Outil de génie génétique
Outre sa fonction d'origine bactérienne dans l'immunité, la protéine Cas9 est utilisée comme un outil du génie génétique pour induire des cassures double brin dans l'ADN. Ces ruptures peuvent conduire à l'inactivation du gène ou à l'introduction de gènes hétérologues à travers deux types de réparation : la jonction d'extrémités non-homologues et la recombinaison homologue chez de nombreux organismes modèles de laboratoire.
Ce genre d'outil existait déjà avec les Transcription activator-like effector nucleases (TALEN) et les nucléases à doigt de zinc mais Cas9, grâce à son efficacité, sa rapidité et son faible coût devient un outil de premier plan dans le domaine de la thérapie génique.
La compréhension de l'outil CRISPR/Cas9 a progressé au cours des années 2010, car il peut découper pratiquement toutes les séquences complémentaires de l'ARN guide. Grâce à la spécificité de la cible de Cas9 qui provient de l'ARN guide et de la complémentarité de l'ADN et non pas des modifications de la protéine elle-même (comme TALEN et les nucléases à doigt de zinc), l'outil Cas9 peut cibler un nouvel ADN assez facilement. La souplesse de conception couplée avec les versions de Cas9 qui lient mais ne découpent pas d'ADN apparenté a aussi un potentiel pour la correction et désactivation des gènes en localisant l'activateur ou les répresseurs des séquences spécifiques d'ADN,. Une simplification plus poussée a été fournie dans une étude inédite en 2012 qui représente la création d'un ARN chimérique de guidage unique, plutôt que l'ARN guide original composé de deux ARN disparates qui s'associent à de l'ARN-CRISPR, et la trans-activation de l'ARN. Les scientifiques suggèrent que les lecteurs de gènes à la base de Cas9 peuvent être capables d'éditer les génomes de populations entières d'organismes. Tout comme la révolution de la biologie moléculaire qui a accompagné la découverte des enzymes de restriction dans les années 1970, la « boîte à outils Cas9 » détient également un grand potentiel.

## Applications
Les premières applications ont été réalisées sur des animaux et notamment des primates. Grâce à Crispr-Cas9 et son coût de développement réduit, des scientifiques ont déjà créé des vaches sans cornes (pour éviter qu'elles ne se blessent). D'autres prévoient de ressusciter des espèces disparues comme le mammouth par exemple.
L'industriel Monsanto, filiale de Bayer, a acquis fin 2016 les droits d’exploitation de Crispr-Cas9.

### Thérapie génique
Grâce à CRISPR-Cas9, une équipe américaine a réussi à rendre un moustique résistant au paludisme et prévoit de le libérer dans la nature pour transmettre ce gène de résistance à l'ensemble de l'espèce évitant ainsi les 500 000 victimes humaines annuelles liées à cette maladie.
CRISPR-Cas9 ouvre également la voie à de nombreuses solutions de thérapie génique telles que la guérison du cancer, de la mucoviscidose, de l'hémophilie ou Alzheimer. En somme, « rendre les humains plus résistants » et rallonger notre espérance de vie. En mai 2017, les premiers tests de lutte contre le SIDA effectués sur des souris ont été concluants.
Des chercheurs chinois ont utilisé Crispr-Cas9 en août 2016 sur des patients atteints d'un cancer du poumon[réf. souhaitée]. C'est la première fois que Crispr est utilisé sur des humains adultes. Lu You, oncologue de l'université chinoise de Sichuan, tente de modifier les lymphocytes T des patients avec Crispr. En cas de cancer, les lymphocytes T n'attaquent pas les cellules tumorales, car elles sont incapables de les distinguer des cellules saines. Les chercheurs chinois vont extraire des lymphocytes T du patient, puis tenter d'utiliser Crispr-Cas9 pour « couper » un gène bien particulier, appelé PD-1. La cellule génétiquement modifiée est multipliée in vitro, et le tout est réinjecté au patient (voir aussi Récepteur antigénique chimérique et Transfert adoptif de cellule).
Aux États-Unis, un essai similaire est en attente d'une autorisation de la FDA, le « gendarme » américain de la santé. L'autorisation pourrait arriver d'ici à la fin de l'année.
Une jeune entreprise américaine spécialisée sur CRISPR et financée par Bill Gates souhaite également réaliser ses premiers essais sur un être humain pour venir à bout d'une maladie rare touchant les yeux.
En 2017, la technologie CRISPR-Cas9 a permis également d'importantes avancées des thérapies de transfert adoptif de cellules en immunologie en facilitant la reprogrammation des cellules immunitaires avec des premiers succès thérapeutiques.
Dans une publication parue dans Nature en 2017, des chercheurs de l'université de Pittsburgh ont utilisé CRISPR-Cas9 pour modifier directement l'ADN des cellules cancéreuses par l'intermédiaire d'un virus. Les essais chez la souris ont montré une réduction des tumeurs sans nuire aux cellules saines. Au terme de l'étude, toutes les souris traitées étaient encore en vie contrairement au groupe témoin où toutes les souris avaient péri.
En 2019, c'est au contraire l'ADN des lymphocytes T de patients atteints d'un cancer (sarcome ou myélome multiple) qui a été modifié grâce à CRISPR-Cas9. L'opération a consisté à éteindre les gènes d'un récepteur qu'activent les cellules cancéreuses pour bloquer le système immunitaire, et d'un autre récepteur qui peut entraver le ciblage des cellules cancéreuses.

### Modification d'embryons humains
Le 18 avril 2015, des chercheurs de Canton ont publié un article dans Protein & Cell (en) annonçant avoir utilisé la technique CRISPR/Cas9 pour modifier génétiquement des embryons humains,. Selon Junjiu Huang, qui a dirigé ces recherches, cet article aurait été refusé par Science et Nature à cause des problèmes éthiques que posent de telles recherches. L'article note une sensibilité et une spécificité insuffisantes de la technique pour qu'elle puisse être utilisée en thérapie génique à ce stade.
En décembre 2015, au vu des multiples questions de sécurité et d’éthique, un meeting organisé par l’Académie américaine des sciences et de la médecine, l’Académie chinoise des sciences, et la Société royale de Londres, a recommandé un moratoire. Malgré cela, repoussant les accusations d'eugénisme, de nombreux bioéthiciens et scientifiques ont soutenu que si des anomalies dans des gènes particuliers causant des conditions fatales et débilitantes pouvaient être corrigées dans un embryon, alors elles devaient l’être.
En janvier 2016, la Grande-Bretagne autorise la manipulation génétique sur des embryons humains à l'Institut Francis Crick situé à Londres. Cela permettrait d'étudier le début du développement de l'embryon et d'identifier ce qui provoque la réussite ou l'échec d'une fécondation in vitro mais relance néanmoins le débat sur l'éthique et la finalité de telles études.
Fredrik Lanner, un scientifique suédois de l’Institut Karolinska à Stockholm, utilise cette enzyme dans le but de trouver de nouveaux traitements concernant l’infertilité et les fausses couches. Cette enzyme désactive les gènes CRISPR-cas9 dans les embryons afin d’observer leurs rôles dans le développement précoce de ceux-ci,.
En juillet 2017, une équipe de chercheur de Portland dans l'Oregon annonce avoir modifié avec succès des embryons humains,,,. Les chercheurs auraient corrigé efficacement des gènes défectueux à l'origine de maladies héréditaires. Aucun embryon n'a été autorisé à se développer pendant plus de quelques jours (la limite de 14 jours est imposée à la recherche sur l’embryon humain). Le processus appelé « ingénierie de la lignée germinale » modifie le génome des enfants qui pourrait ensuite être transmis aux générations suivantes grâce à leurs propres gamètes. Les chercheurs auraient notamment pu montrer de façon convaincante qu'il était possible d'éviter les erreurs dues aux effets « hors cible » relevées par une autre étude en 2017 finalement rétractée. La plausibilité de ces résultats fait débat mais les auteurs publient en 2018 de nouveaux éléments de preuve étayant leurs travaux.
En novembre 2018, He Jiankui, un chercheur chinois annonce dans une vidéo diffusée sur YouTube la naissance des premiers bébés génétiquement modifiés, deux jumelles. Il affirme avoir utilisé la technique CRISPR-Cas9 sur les embryons (conçus par FIV) afin de les protéger d'une infection par le VIH, leur père étant séropositif. Son université, la Southern University of Science and Technology (en) de Shenzhen, se désolidarise de son professeur et, à la demande de la commission nationale de la santé chinoise, les autorités sanitaires de la province du Guangdong ouvrent une enquête. Sans évaluation par les pairs, avec en plus de la vidéo, un simple communiqué à Associated Press, problématiques sur le plan bioéthique, ces travaux suscitent un tollé dans la communauté scientifique,, et Jiankui He annonce le 28 novembre au 2nd International Summit on Human Genome Editing de Hong Kong qu'il suspend ses travaux.

### Améliorations variétales
De nombreuses applications sont en cours pour la création et l'amélioration de variétés végétales.
L'utilisation du système CRISPR/Cas9 pour la sélection variétale permet d'accélérer et d'améliorer considérablement les méthodes utilisées actuellement par les créateurs de nouvelles variétés.
Des tolérances à des maladies sur le blé, le riz et le concombre sont déjà au point. La maturation chez la tomate peut être améliorée. Dans le futur, de nombreuses autres applications pourront se développer, tels des tolérances aux stress abiotiques (sécheresse, salinité, température, …), des facteurs de qualité améliorés (composés nutritionnels), …

## Inconvénients
En décembre 2015, Jennifer Doudna exprime ses craintes et questionnements éthiques dans la revue Nature.
Des chercheurs de l’université Columbia (États-Unis) alertent sur les résultats observés chez deux souris. Traitées avec succès pour une cécité génétique grâce à CRISPR Cas9, les deux rongeurs présentaient, après la thérapie, 1 500 mutations inattendues sur l’ensemble de leur génome en dehors des zones prévues d’intervention. Plus inquiétant encore, CRISPR-Cas9 aurait causé 100 insertions ou délétions de séquences d’ADN. À la suite de l’édition de leur génome, les souris ne semblaient pas souffrir de pathologies particulières mais ces mutations sont potentiellement dangereuses, et peuvent provoquer des cancers ou d’autres maladies génétiques. Cependant, dans la semaine qui a suivi la publication de l'étude, des scientifiques ont pointé du doigt des erreurs dans l'étude notamment l'identification comme mutation d'erreurs dues en fait à des différences naturelles, le faible nombre d'animaux étudiés ainsi que des erreurs d'identification de gènes. Des scientifiques des entreprises Intellia Therapeutics et Editas Medicine, créées en 2016 pour développer des thérapies basées sur la technologie CRISPR dénoncent les résultats et demandent le retrait de la publication : « Il est clair que les auteurs ne sont pas des experts en CRISPR Cas9, ni en séquençage de génome, ni en génétique de base. Leur identification de « mutations inattendues » démontre clairement leur manque de perspicacité scientifique sur ce sujet. »
L'Institut national de la santé et de la recherche médicale, dans une note du Comité d'éthique de février 2016, développe son avis sur les technologies d'édition du génome. Dans le point numéro 5, l'Inserm rappelle qu'avec l'édition du génome, la médecine touche à une question plus philosophique. En effet, l'édition du génome mettrait en tension la plasticité du vivant et l'idée d'une nature humaine biologiquement invariante. Il désire ainsi mettre en place une réflexion sur la question.
Le Comité international de bioéthique (CIB) de l'Unesco a demandé un moratoire sur les « techniques d'édition de l'ADN des cellules reproductrices humaines afin d’éviter une modification « contraire à l’éthique » des caractères héréditaires des individus, qui pourrait faire resurgir l’eugénisme ». L'Unesco propose d'ailleurs un principe général de précaution dans son rapport de 2015 (proposition 105).
Le 14 février 2017, « un rapport conjoint de l'Académie des sciences et de l'Académie de médecine américaines a levé un tabou » relatif à ces inconvénients « en avalisant l'utilisation de cet outil pour modifier le matériel génétique de l'embryon humain, quitte à ce que ces modifications se transmettent à sa descendance future ».
Des "kits CRISPR" sont même disponibles sur internet pour 150$.
Un rapport de la CIA a classé le CRISPR-Cas9 dans la catégorie des "armes de destruction massive" potentielles. Un biohacker comme Josiah Zayner a fondé une société en 2016 en Californie pour commercialiser ce type de kits, ce qui provoque une bataille juridique.
En décembre 2020, plus de 150 ONG internationales demandent "un moratoire sur le forçage génétique".